# Pferdestraße (Jüterbog)

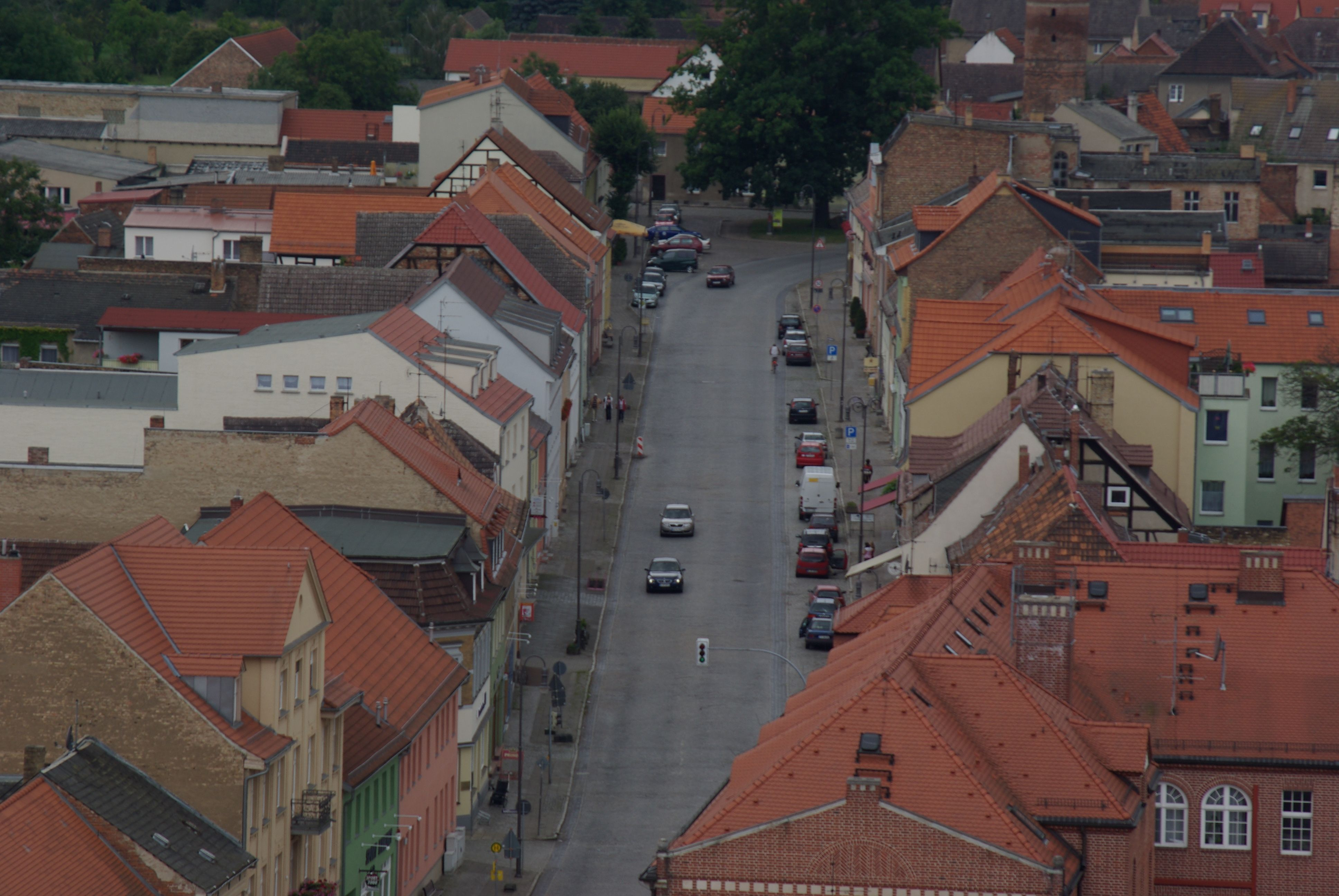
Die Pferdestraße von der Nicolaikirche aus

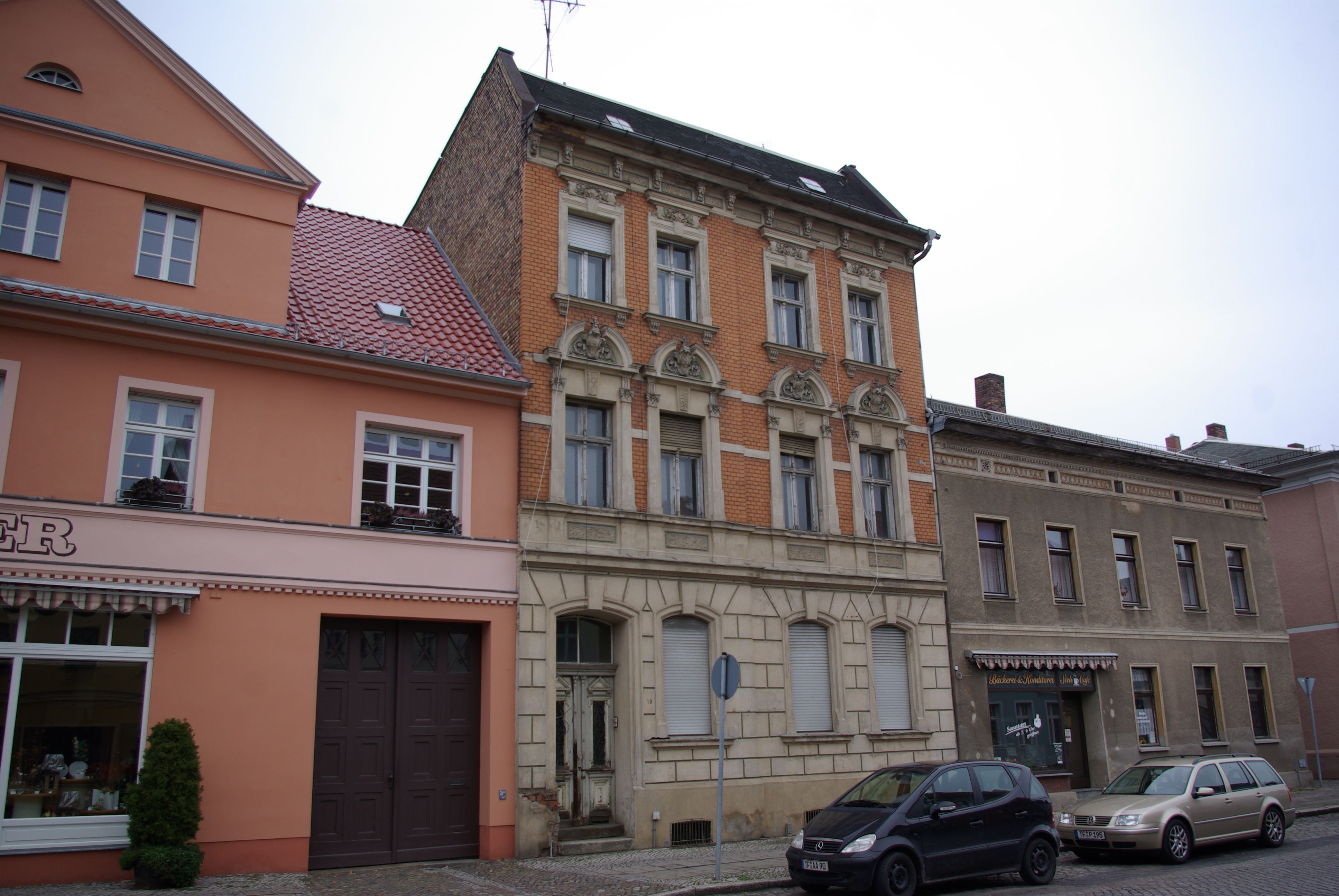
Pferdestraße 19, ein Beispiel für ein Mietwohnhaus

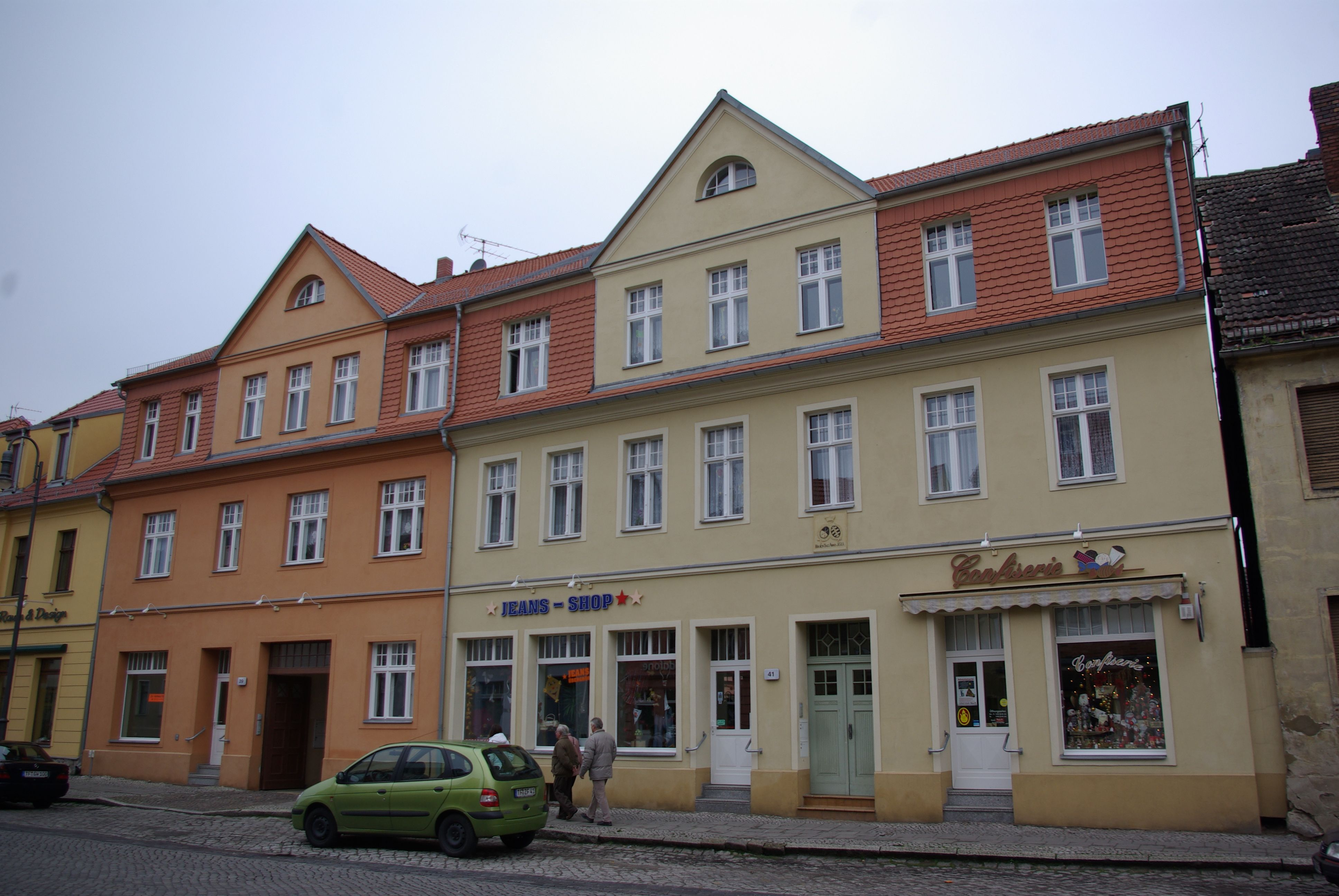
Pferdestraße 39/41, Über den rechten Eingang befindet sich die Wappentafel zum Fürstentag 1611

Die Pferdestraße ist eine Hauptstraße im brandenburgischen Jüterbog, die am Dammtor beginnt und am Markt endet. Sie ist Teil der Bundesstraße 102. 
Entlang der Straße sind 24 Häuser denkmalgeschützt. Eine genaue Aufstellung der denkmalgeschützten Häuser befindet sich in der Liste der Baudenkmale in Jüterbog.

## Geschichte
Die Straße wird als platea maior bereits im Mittelalter erwähnt. Gemeint war die gesamte Straße vom Dammtor bis zum Neumarkttor, die heutige Pferdestraße, und die Große Straße. Die Bezeichnung Pferdestraße ist mit der Bezeichnung Kleine Straße einer der ältesten bekannten Straßennamen in Jüterbog. Im westlichen Teil der Straße fanden die Pferdemärkte Jüterbogs statt, aus diesem Grund setzte sich der Name Pferdestraße im Laufe der Zeit durch.
Die Bebauung nahm in der Zeit von 1779 bis 1806 stark zu, viele Häuser sind aus dieser Zeit. Im Jahre 1935 wurde die Straße in Wilhelm-Kube-Straße umbenannt. Wilhelm Kube war 1935 der  Oberpräsident von Brandenburg-Berlin. Im Jahre 1936 fiel Wilhelm Kube bei Martin Bormann in Ungnade und wurde aller staatlichen Ämter enthoben. Darauf fasste man 1937 die Große Straße und die Wilhelm-Kube-Straße zur Pferdestraße zusammen. Bei der Umbenennung wurden die Häuser neu nummeriert. Die ungeraden Nummern begannen am Dammtor auf der nördlichen Straßenseite, die geraden Nummern auf der südlichen Straßenseite ebenfalls ab dem Dammtor.
Im Jahre 1939 wurde der gesamte Straßenzug von Pferdestraße in Große Straße umbenannt. Zum 50. Jahrestag der Oktoberrevolution wurde die Straße 1967 nach Lenin, dem Begründer der Sowjetunion, in Leninstraße umbenannt. 1991 wurde die Straße wieder in Pferdestraße und Große Straße umbenannt, die Nummerierung der Häuser wurde aber beibehalten. Die Nummerierung der Pferdestraße endet bei der Nummer 49 und 54, die Nummerierung der Großen Straße beginnt bei 51 und 56.

## Häuser
Am Anfang der Pferdestraße, im Bereich des Dammtors befand sich früher das Heilig-Geist-Hospital. Der Platz heißt aus diesem Grund heute Heilig-Geist-Platz. Hier stand bis 1875 die gleichnamige Kirche, heute steht hier ein Baum.
Die Grundstücke an der Pferdestraße sind weitläufig, die südlichen Grundstücke reichen bis an den  Mauerweg vor der Stadtbefestigung. Die meisten Häuser sind im 18. und 19. Jahrhundert als Fachwerkhäuser entstanden. Später erhielten die Häuser dann Putzfassaden. Unter den meisten Häusern befinden sich mittelalterliche Kelleranlagen. Die meisten Häuser sind traufständig, es gibt aber auch giebelständige Häuser (Nummer 30, 36). Ab Ende des 19. Jahrhunderts entstanden auch Mietwohnhäuser (Nummer 19,31). Nach dem Zweiten Weltkrieg gab es auch Neubauten (Nummer 29, 47). 
Heute ist die Straße von Geschäften geprägt. In der Pferdestraße 26 befand sich das Hotel Bergschmidt. An dem Haus Pferdestraße 39 / 41 befindet sich eine Wappentafel, die an den Fürstentag 1611 erinnert. Hier wohnten wahrscheinlich die sächsischen Räte. Bei diesem Treffen ging es um die brandenburg-sächsische Aussöhnung und die jülich-klevesche Erbfolge. Auf der Nordseite der Straße verlief von 1897 bis 1928 die Pferdestraßenbahn.